# Lập kế hoạch yêu cầu vật liệu
Lập kế hoạch yêu cầu vật liệu (MRP) là một kế hoạch sản xuất, lập kế hoạch và kiểm soát hàng tồn kho được sử dụng để quản lý các quy trình sản xuất.  Hầu hết các hệ thống MRP đều dựa trên phần mềm, nhưng cũng có thể tiến hành MRP bằng tay.
Một hệ thống MRP được dự định đồng thời đáp ứng ba mục tiêu:
- Đảm bảo nguyên liệu có sẵn cho sản xuất và sản phẩm có sẵn để giao cho khách hàng.
- Duy trì mức vật liệu và sản phẩm thấp nhất có thể trong cửa hàng
- Lập kế hoạch hoạt động sản xuất, lịch giao hàng và hoạt động mua hàng.

## Lịch sử
Trước MRP và trước khi máy tính thống trị ngành công nghiệp, các phương pháp sắp xếp lại điểm (ROP) / sắp xếp lại số lượng (ROQ) như EOQ (số lượng đặt hàng kinh tế) đã được sử dụng trong sản xuất và quản lý hàng tồn kho.
MRP ban đầu được tạo ra để cung cấp cho chương trình Polaris sau đó, vào năm 1964, để đáp ứng với Chương trình sản xuất của Toyota, Joseph Mitchicky đã phát triển kế hoạch yêu cầu vật liệu (MRP).  Công ty đầu tiên sử dụng MRP là Black &amp; Decker vào năm 1964, với Dick Alban là người lãnh đạo dự án.  Cuốn sách 1975 Yêu cầu vật liệu Lập kế hoạch có phụ đề Cách sống mới trong quản lý sản xuất và hàng tồn kho.  Đến năm 1975, MRP được thực hiện tại 700 công ty.  Con số này đã tăng lên khoảng 8.000 vào năm 1981.
Năm 1983, Oliver Wight đã phát triển MRP thành kế hoạch tài nguyên sản xuất (MRP II).  Vào những năm 1980, MRP của Joe Orleans đã phát triển thành kế hoạch tài nguyên sản xuất của Oliver Wight (MRP II), đưa kế hoạch tổng thể, lập kế hoạch năng lực cắt giảm, lập kế hoạch yêu cầu năng lực, S & OP vào năm 1983 và các khái niệm khác cho MRP cổ điển.  Đến năm 1989, khoảng một phần ba ngành công nghiệp phần mềm là phần mềm MRP II được bán cho ngành công nghiệp Mỹ (phần mềm trị giá 1,2 tỷ đô la).

## Phạm vi của MRP trong sản xuất

### Nhu cầu phụ thuộc so với nhu cầu độc lập
Nhu cầu độc lập là nhu cầu có nguồn gốc bên ngoài nhà máy hoặc hệ thống sản xuất, trong khi nhu cầu phụ thuộc là nhu cầu cho các thành phần.  Hóa đơn vật liệu (BOM) chỉ định mối quan hệ giữa sản phẩm cuối cùng (nhu cầu độc lập) và các thành phần (nhu cầu phụ thuộc).  MRP lấy đầu vào là thông tin có trong BOM.
Các chức năng cơ bản của hệ thống MRP bao gồm: kiểm soát hàng tồn kho, hóa đơn xử lý nguyên liệu và lập lịch trình sơ cấp.  MRP giúp các tổ chức duy trì mức tồn kho thấp.  Nó được sử dụng để lập kế hoạch hoạt động sản xuất, mua và giao hàng.
"Các tổ chức sản xuất, dù sản phẩm của họ là gì, đều phải đối mặt với cùng một vấn đề thực tế hàng ngày - rằng khách hàng muốn sản phẩm có sẵn trong thời gian ngắn hơn so với sản xuất chúng.  Điều này có nghĩa là một số mức độ lập kế hoạch là bắt buộc. "
Các công ty cần kiểm soát các loại và số lượng vật liệu họ mua, lên kế hoạch sản phẩm nào sẽ được sản xuất và với số lượng bao nhiêu và đảm bảo rằng họ có thể đáp ứng nhu cầu của khách hàng hiện tại và tương lai, với chi phí thấp nhất có thể.  Đưa ra một quyết định tồi tệ trong bất kỳ lĩnh vực nào trong số này sẽ khiến công ty mất tiền.  Một vài ví dụ được đưa ra dưới đây:
- Nếu một công ty mua không đủ số lượng của một mặt hàng được sử dụng trong sản xuất (hoặc mặt hàng sai), nó có thể không thể đáp ứng các nghĩa vụ hợp đồng để cung cấp sản phẩm đúng hạn.
- Nếu một công ty mua số lượng quá lớn của một mặt hàng, tiền sẽ bị lãng phí - số lượng vượt quá liên kết với tiền mặt trong khi đó vẫn là cổ phiếu không bao giờ có thể được sử dụng.
- Bắt đầu sản xuất một đơn đặt hàng không đúng thời điểm có thể khiến thời hạn của khách hàng bị bỏ lỡ.

MRP là một công cụ để đối phó với những vấn đề này.  Nó cung cấp câu trả lời cho một số câu hỏi:
- Những mặt hàng được yêu cầu?
- Có bao nhiêu là bắt buộc?
- Khi nào chúng được yêu cầu?...

MRP có thể được áp dụng cho cả các mặt hàng được mua từ các nhà cung cấp bên ngoài và cho các tổ hợp phụ, được sản xuất trong nội bộ, là các thành phần của các mặt hàng phức tạp hơn.

### Dữ liệu
Dữ liệu phải được xem xét bao gồm:
- Mục cuối (hoặc mục) đang được tạo.  Điều này đôi khi được gọi là nhu cầu độc lập hoặc Mức "0" trên BOM (hóa đơn vật liệu).
- Bao nhiêu là cần thiết tại một thời điểm.
- Khi số lượng được yêu cầu để đáp ứng nhu cầu.
- Thời hạn sử dụng của vật liệu được lưu trữ.
- Hồ sơ tình trạng hàng tồn kho.  Hồ sơ của các vật liệu ròng có sẵn để sử dụng đã có trong kho (trên tay) và các vật liệu theo đơn đặt hàng từ các nhà cung cấp.
- Hóa đơn.  Chi tiết về các vật liệu, thành phần và lắp ráp phụ cần thiết để làm cho mỗi sản phẩm.
- Dữ liệu quy hoạch.  Điều này bao gồm tất cả các hạn chế và hướng để sản xuất các mặt hàng như: định tuyến, tiêu chuẩn lao động và máy móc, tiêu chuẩn kiểm tra chất lượng và công việc, lệnh kéo / làm việc và lệnh đẩy, kỹ thuật định cỡ lô (ví dụ quy mô lô cố định, lô nhiều, trật tự kinh tế số lượng), tỷ lệ phế liệu và các đầu vào khác.

### Đầu ra
Có hai kết quả đầu ra và một loạt các tin nhắn / báo cáo:
- Đầu ra 1 là "Lịch trình sản xuất được đề xuất."  Điều này đưa ra một lịch trình chi tiết về ngày bắt đầu và ngày hoàn thành tối thiểu cần thiết, với số lượng, cho mỗi bước của Định tuyến và Hóa đơn cần thiết để đáp ứng nhu cầu từ lịch sản xuất chính (MPS).
- Đầu ra 2 là "Lịch trình mua hàng được đề xuất."  Điều này đưa ra cả ngày mà các mặt hàng đã mua sẽ được nhận vào cơ sở và ngày mà các đơn đặt hàng mua hoặc phát hành đơn đặt hàng sẽ diễn ra để phù hợp với lịch trình sản xuất.

Tin nhắn và báo cáo:
- Đơn đặt hàng mua.  Một đơn đặt hàng cho một nhà cung cấp để cung cấp vật liệu.
- Thông báo sắp xếp lại.  Chúng khuyến nghị hủy, tăng, trì hoãn hoặc tăng tốc các đơn đặt hàng hiện có.

### Phương pháp tìm số lượng đặt hàng
Các phương pháp nổi tiếng để tìm số lượng đặt hàng là:
- Kích thước lô động
- Bữa ăn bạc
- Heuristic đơn vị ít nhất

### Công thức toán học
MRP có thể được biểu thị như một vấn đề kiểm soát tối ưu:
| Điều kiện ban đầu: {\displaystyle x'_{i}(0)=x'_{i0}} i=1,...,J Động lực học: {\displaystyle x'_{i}(t+1)=x'_{i}(t)+z_{i}(t)-d'_{i}(t)-\sum _{j\epsilon Suc(i)}z_{j}(t+L'_{ij}-1)} t = 0,..., T-1, i = 1,..., J Các ràng buộc: {\displaystyle x'_{i}(t)\geq 0} t=1,...,T,i=1,...,J {\displaystyle z_{i}(t)\geq 0} t=0,...,T-1,i=1,...,J Mục tiêu: {\displaystyle min\sum _{i}\sum _{t=0}^{T-1}\left[k_{i}(t)\delta (z_{i}(t))+c_{i}(t)z_{i}(t)\right]+\sum _{i}\sum _{t=1}^{T}h'_{i}(t)x'_{i}(t)} |

Trong đó x' là hàng tồn kho ở địa phương (nhà nước), z kích thước đặt hàng (điều khiển), d là nhu cầu địa phương, k thể hiện chi phí để cố định, c chi phí để biến, chi phí hàng tồn kho nắm giữ địa phương h. () là hàm Heaviside.  Thay đổi động lực của vấn đề dẫn đến một sự tương tự đa mục của mô hình kích thước lô động.

## Sự cố với hệ thống MRP
- Tính toàn vẹn của dữ liệu.  Nếu có bất kỳ lỗi nào trong dữ liệu hàng tồn kho, hóa đơn vật liệu (thường được gọi là dữ liệu 'BOM') hoặc lịch sản xuất chính, thì dữ liệu đầu ra cũng sẽ không chính xác ("GIGO": rác vào, rác ra).  Tính toàn vẹn dữ liệu cũng bị ảnh hưởng bởi các điều chỉnh số chu kỳ không chính xác, lỗi nhận đầu vào và đầu ra vận chuyển, phế liệu không được báo cáo, chất thải, hư hỏng, lỗi đếm hộp, lỗi số lượng nhà cung cấp, lỗi báo cáo sản xuất và các sự cố hệ thống.  Nhiều loại lỗi trong số này có thể được giảm thiểu bằng cách thực hiện các hệ thống kéo và sử dụng quét mã vạch.  Hầu hết các nhà cung cấp trong loại hệ thống này khuyến nghị ít nhất 99% toàn vẹn dữ liệu cho hệ thống để đưa ra kết quả hữu ích.
- Các hệ thống yêu cầu người dùng chỉ định sẽ mất bao lâu để một nhà máy sản xuất một sản phẩm từ các bộ phận cấu thành của nó (giả sử tất cả chúng đều có sẵn).  Ngoài ra, thiết kế hệ thống cũng giả định rằng "thời gian dẫn" trong sản xuất này sẽ giống nhau mỗi lần sản phẩm được sản xuất, không liên quan đến số lượng được sản xuất hoặc các mặt hàng khác được sản xuất đồng thời trong nhà máy.
- Một nhà sản xuất có thể có các nhà máy ở các thành phố khác nhau hoặc thậm chí các quốc gia.  Nó không phải là tốt cho một hệ thống MRP để nói rằng chúng ta không cần phải đặt một số tài liệu, bởi vì chúng tôi có rất nhiều của nó hàng ngàn dặm.  Hệ thống ERP tổng thể cần có khả năng tổ chức hàng tồn kho và nhu cầu của từng nhà máy và liên lạc các nhu cầu để cho phép mỗi nhà máy phân phối lại các thành phần để phục vụ toàn bộ doanh nghiệp.  Điều này có nghĩa là các hệ thống khác trong doanh nghiệp cần phải hoạt động tốt, cả trước khi thực hiện hệ thống MRP và trong tương lai.  Ví dụ, các hệ thống như giảm thiểu đa dạng và kỹ thuật, đảm bảo rằng sản phẩm xuất hiện ngay lần đầu tiên (không có lỗi), phải được đưa ra.
- Sản xuất có thể đang được tiến hành cho một số phần, có thiết kế được thay đổi, với các đơn đặt hàng của khách hàng trong hệ thống cho cả thiết kế cũ và thiết kế mới, đồng thời.  Hệ thống ERP tổng thể cần phải có một hệ thống các bộ phận mã hóa sao cho MRP sẽ tính toán chính xác nhu cầu và theo dõi cho cả hai phiên bản.  Các bộ phận phải được đặt vào và ra khỏi cửa hàng thường xuyên hơn so với tính toán MRP diễn ra.  Lưu ý, các hệ thống khác này cũng có thể là hệ thống thủ công, nhưng phải giao tiếp với MRP.  Ví dụ: lượng hàng tồn kho 'đi bộ xung quanh được thực hiện ngay trước khi tính toán MRP có thể là một giải pháp thiết thực cho hàng tồn kho nhỏ (đặc biệt nếu đó là "cửa hàng mở").
- Hạn chế lớn khác của MRP là nó không tính đến năng lực trong tính toán của nó.  Điều này có nghĩa là nó sẽ cho kết quả không thể thực hiện do hạn chế về nhân lực, máy móc hoặc nhà cung cấp.  Tuy nhiên, điều này phần lớn được xử lý bởi MRP II.  Nói chung, MRP II đề cập đến một hệ thống có tài chính tích hợp.  Một hệ thống MRP II có thể bao gồm lập kế hoạch năng lực hữu hạn hoặc vô hạn.  Nhưng, để được coi là một hệ thống MRP II thực sự cũng phải bao gồm tài chính.  Trong khái niệm MRP II (hoặc MRP2), các biến động trong dữ liệu dự báo được tính đến bằng cách bao gồm mô phỏng lịch trình sản xuất chính, do đó tạo ra sự kiểm soát dài hạn.[8]  Một tính năng tổng quát hơn của MRP2 là mở rộng để mua, tiếp thị và tài trợ (tích hợp tất cả các chức năng của công ty), ERP đã là bước tiếp theo.

### Giải pháp cho vấn đề toàn vẹn dữ liệu
Nguồn:
- Hóa đơn vật liệu - Cách thực hành tốt nhất là xác minh thực tế hóa đơn vật liệu tại nơi sản xuất hoặc bằng cách tháo rời sản phẩm.
- Đếm chu kỳ - Cách thực hành tốt nhất là xác định lý do tại sao số chu kỳ tăng hoặc giảm hàng tồn kho đã xảy ra.  Tìm nguyên nhân gốc và khắc phục vấn đề từ xảy ra một lần nữa.
- Báo cáo phế liệu - Đây có thể là khu vực khó duy trì nhất với bất kỳ tính toàn vẹn nào.  Bắt đầu với việc cách ly phế liệu bằng cách cung cấp thùng phế liệu tại nơi sản xuất và sau đó ghi lại phế liệu từ thùng hàng ngày.  Một lợi ích của việc xem xét phế liệu trên trang web là hành động phòng ngừa có thể được thực hiện bởi nhóm kỹ thuật.
- Nhận lỗi - Hệ thống ghi thủ công những gì đã nhận được dễ bị lỗi.  Thực tiễn tốt nhất là triển khai hệ thống nhận bởi ASN từ nhà cung cấp.  Nhà cung cấp gửi ASN (thông báo vận chuyển nâng cao).  Khi các thành phần được nhận vào cơ sở, ASN được xử lý và sau đó nhãn công ty được tạo cho từng mục hàng.  Các nhãn được dán vào mỗi thùng chứa và sau đó được quét vào hệ thống MRP.  Nhãn phụ tiết lộ sự thiếu hụt từ lô hàng và quá ít nhãn tiết lộ một lô hàng.  Một số công ty trả tiền cho ASN bằng cách giảm thời gian xử lý các tài khoản phải trả.
- Lỗi vận chuyển - Nhãn container được in từ người giao hàng.  Các nhãn được dán vào các thùng chứa trong khu vực tổ chức hoặc khi chúng được tải trên phương tiện vận chuyển.
- Báo cáo sản xuất - Thực tiễn tốt nhất là sử dụng quét mã vạch để đưa sản xuất vào kho.  Một sản phẩm bị từ chối nên được chuyển đến vị trí MRB (bảng đánh giá vật liệu).  Các container yêu cầu sắp xếp cần phải được nhận ngược lại.
- Bổ sung - Thực hành bổ sung tốt nhất là thay thế bằng cách sử dụng quét mã vạch hoặc thông qua hệ thống kéo.  Tùy thuộc vào độ phức tạp của sản phẩm, người lập kế hoạch thực sự có thể đặt hàng vật liệu bằng cách quét với hệ thống tối thiểu.

## MRP theo nhu cầu
Vào năm 2011, phiên bản thứ ba của "Lập kế hoạch yêu cầu vật liệu của Mitchick  " đã giới thiệu một loại MRP mới gọi là "MRP theo nhu cầu" (DDMRP).  Ấn bản mới của cuốn sách được viết, không phải bởi chính Mitchicky (ông qua đời năm 1986) mà bởi Carol Ptak và Chad Smith theo lời mời của McGraw Hill để cập nhật công việc của Mitchick.
MRP theo nhu cầu là một kỹ thuật lập kế hoạch và thực hiện chính thức đa cấp với năm thành phần riêng biệt:
1. Định vị hàng tồn kho chiến lược - Câu hỏi đầu tiên về quản lý hàng tồn kho hiệu quả không phải là "chúng ta nên có bao nhiêu hàng tồn kho?"  Cũng không phải là "khi nào chúng ta nên làm hoặc mua một cái gì đó?"  Câu hỏi cơ bản nhất cần đặt ra trong môi trường sản xuất ngày nay là "với hệ thống và môi trường của chúng ta, chúng ta nên đặt hàng tồn kho ở đâu để có sự bảo vệ tốt nhất?"  Hàng tồn kho giống như một bức tường phá vỡ để bảo vệ những chiếc thuyền trong bến du thuyền khỏi sự gồ ghề của sóng tới.  Ngoài biển khơi, những bức tường vỡ phải cao 50 feet100 feet, nhưng trong một cái hồ nhỏ, những bức tường vỡ chỉ cao vài feet.  Trong một ao thủy tinh mịn màng không có bức tường phá vỡ là cần thiết.
2. Cấu hình và cấp độ của bộ đệm - Sau khi xác định được các vị trí được bổ sung chiến lược, mức độ thực tế của các bộ đệm đó phải được đặt ban đầu.  Dựa trên một số yếu tố, các vật liệu và bộ phận khác nhau hoạt động khác nhau (nhưng nhiều yếu tố cũng hoạt động gần giống nhau).  DDMRP kêu gọi nhóm các bộ phận và vật liệu được chọn để bổ sung chiến lược và hoạt động tương tự như "hồ sơ đệm".  Hồ sơ bộ đệm có tính đến các yếu tố quan trọng bao gồm thời gian dẫn (liên quan đến môi trường), tính biến đổi (nhu cầu hoặc nguồn cung), cho dù bộ phận đó được sản xuất hay mua hoặc phân phối và liệu có nhiều đơn hàng đáng kể liên quan.  Các cấu hình bộ đệm này được tạo thành từ các "vùng" tạo ra một hình ảnh bộ đệm duy nhất cho mỗi phần vì các đặc điểm bộ phận riêng lẻ tương ứng của chúng được áp dụng cho các đặc điểm của nhóm.
3. Điều chỉnh động - Theo thời gian, các đặc điểm của nhóm và cá nhân có thể và sẽ thay đổi khi các nhà cung cấp và nguyên liệu mới được sử dụng, thị trường mới được mở và/hoặc thị trường cũ suy giảm và năng lực và phương thức sản xuất thay đổi.  Các mức bộ đệm động cho phép công ty điều chỉnh bộ đệm theo nhóm và từng phần thay đổi tính trạng theo thời gian thông qua việc sử dụng một số loại điều chỉnh.  Do đó, khi gặp phải nhiều hoặc ít thay đổi hoặc khi chiến lược của công ty thay đổi, các bộ đệm này thích ứng và thay đổi để phù hợp với môi trường.
4. Lập kế hoạch theo nhu cầu - tận dụng sức mạnh tính toán tuyệt đối của phần cứng và phần mềm ngày nay.  Nó cũng tận dụng theo nhu cầu hoặc mới kéo phương pháp tiếp cận dựa trên.  Khi hai yếu tố này được kết hợp thì đó là điều tốt nhất của cả hai thế giới; các phương pháp và công cụ liên quan cho cách thức thế giới hoạt động ngày nay và một hệ thống thường lệ thúc đẩy các quyết định và hành động tốt hơn và nhanh hơn ở cấp độ lập kế hoạch và thực hiện.
5. Khả năng thực hiện và hợp tác cao - Đơn giản chỉ cần khởi chạy các đơn đặt hàng (PO), đơn đặt hàng sản xuất (MO) và đơn hàng chuyển giao (TO) từ bất kỳ hệ thống lập kế hoạch nào sẽ không kết thúc thách thức quản lý đơn hàng và vật liệu.  Các PO, MO và TO này phải được quản lý một cách hiệu quả để đồng bộ hóa với những thay đổi thường xảy ra trong "chân trời thực thi".  Đường chân trời thực hiện là thời gian mà PO, MO hoặc TO được mở cho đến khi nó được đóng trong hệ thống bản ghi.  DDMRP định nghĩa một hệ thống thực thi hiện đại, tích hợp và rất cần thiết cho tất cả các loại phần để tăng tốc độ phổ biến thông tin và ưu tiên có liên quan trong toàn bộ tổ chức và chuỗi cung ứng.

Năm thành phần này phối hợp với nhau để làm giảm đáng kể, nếu không loại bỏ, sự lo lắng của các hệ thống MRP truyền thống và hiệu ứng bullwhip trong môi trường phức tạp và đầy thách thức.  Viện nghiên cứu nhu cầu tuyên bố như sau: Khi sử dụng các phương pháp này, các nhà hoạch định sẽ không còn phải cố gắng trả lời từng tin nhắn cho mỗi phần bị tắt dù chỉ một ngày.  Cách tiếp cận này cung cấp thông tin thực về những bộ phận thực sự có nguy cơ ảnh hưởng tiêu cực đến sự sẵn có của hàng tồn kho theo kế hoạch.  DDMRP sắp xếp một vài mục quan trọng cần sự chú ý từ nhiều phần đang được quản lý.  Theo cách tiếp cận DDMRP, ít nhà hoạch định hơn có thể đưa ra quyết định tốt hơn nhanh hơn.  Điều đó có nghĩa là các công ty sẽ có khả năng tận dụng vốn nhân lực và nhân lực tốt hơn cũng như các khoản đầu tư khổng lồ mà họ đã thực hiện trong công nghệ thông tin.  Tuy nhiên, một nhược điểm là DDMRP không thể chạy trên phần lớn các hệ thống MRPII / ERP đang sử dụng hiện nay, vì vậy các tổ chức sẽ phải triển khai một hệ thống tương thích để chạy DDMRP.
DDMRP đã được áp dụng thành công cho nhiều môi trường khác nhau bao gồm CTO (cấu hình để đặt hàng), MTS (sản xuất để lưu trữ), MTO (thực hiện để đặt hàng) và ETO (kỹ sư theo đơn đặt hàng).  Phương pháp được áp dụng khác nhau trong mỗi môi trường nhưng quy trình năm bước vẫn giống nhau.  DDMRP tận dụng kiến thức từ lý thuyết về các ràng buộc (TOC), MRP & DRP truyền thống, Six Sigma và lean.  Nó thực sự là một sự pha trộn của các kỹ thuật MRP và kanban.  Như vậy, nó kết hợp những điểm mạnh của cả hai nhưng cũng là điểm yếu của cả hai; do đó việc áp dụng hạn chế của nó.
Tài liệu tham khảo bổ sung được bao gồm dưới đây.